# Stichopogon unicolor
Stichopogon unicolor là một loài ruồi trong họ Asilidae. Stichopogon unicolor được Ricardo miêu tả năm 1925. Loài này phân bố ở vùng nhiệt đới châu Phi.